# 1990–1999
| 1980–1989 | 1990 | 1991 | 1992 | 1993 | 1994 | 1995 | 1996 | 1997 | 1998 | 1999 | 2000–2009 |

90. léta („devadesátá léta“ nebo zkráceně „devadesátky“) byla dekádou, která začala 1. ledna 1990 a skončila 31. prosince 1999. Tato dekáda je často považována za „období po studené válce“ a kulturně bývá vymezována jako období mezi pádem komunismu v Evropě a teroristickými útoky z 11. září 2001. Rozpad Sovětského svazu znamenal konec statusu Ruska jako supervelmoci, ukončení multipolárního světa a vzestup protizápadních nálad. Čína se stále zotavovala z politicky a ekonomicky turbulentního období, což umožnilo Spojeným státům americkým stát se jedinou světovou supervelmocí a přinést relativní mír a prosperitu mnoha západním zemím. Během této dekády vzrostla světová populace z 5,3 na 6,1 miliardy lidí.
Devadesátá léta 20. století se vyznačovala větším důrazem na multikulturalismus a rozvojem alternativních médií. Ve vyspělých zemích bylo díky osvětě o bezpečném sexu zpomaleno šíření viru HIV. 
Došlo k pokroku v technologiích, jako byl rozvoj World Wide Webu, evoluce mikroprocesoru Pentium, zavedení dobíjecích lithiových baterií, první pokusy s genovou terapií a klonováním. V roce 1990 byl zahájen projekt lidského genomu, v roce 1998 začala výstavba Velkého hadronového urychlovače a NASDAQ se stal první americkou burzou, která obchodovala online. 
Ekonomická a politická moc se konsolidovala prostřednictvím neoliberalismu, globalizace a konce studené války. Rozvoj nových médií, jako byl internet, přinesl rozšíření síťové kultury a novou možnost samostatného publikování webových stránek a vytváření kontaktů na profesní, politické a zájmové úrovni. Digitální propast byla zřejmá, přístup k internetu byl omezen na ty, kteří si mohli dovolit vlastnictví počítače a uměli jej ovládat. 
Mnoho zemí zažívalo ekonomickou prosperitu a těžilo z globalizace. Naopak HDP států bývalého Sovětského svazu klesal v důsledku neoliberální restrukturalizace. Mezinárodní obchod posílil díky vytvoření Evropské unie v roce 1993, Severoamerické dohody o volném obchodu (NAFTA) v roce 1994 a Světové obchodní organizace (WTO) v roce 1995. Ekonomiky Asie a Tichomoří, jako jsou čtyři „asijští tygři“, ASEAN, Austrálie a Japonsko, byly zasaženy asijskou finanční krizí v roce 1997 a recesí na počátku 90. let.
V 90. letech začalo několik významných válek, včetně první a druhé války v Kongu, rwandské občanské války a genocidy, somálské občanské války a občanské války v Sierra Leone v Africe; jugoslávských válek v jihovýchodní Evropě; první a druhé čečenské války na území bývalého Sovětského svazu; a války v Perském zálivu na Blízkém východě. Konflikt v Afghánistánu od roku 1978 a občanská válka v Kolumbii pokračovaly. Dohody z Osla naznačovaly možnost ukončení izraelsko-palestinského konfliktu, což se však nenaplnilo. Naopak v Severním Irsku došlo v roce 1998 k zastavení konfliktu známého díky Velkopáteční dohodě, která ukončila 30 let násilí.

## Věda a technika

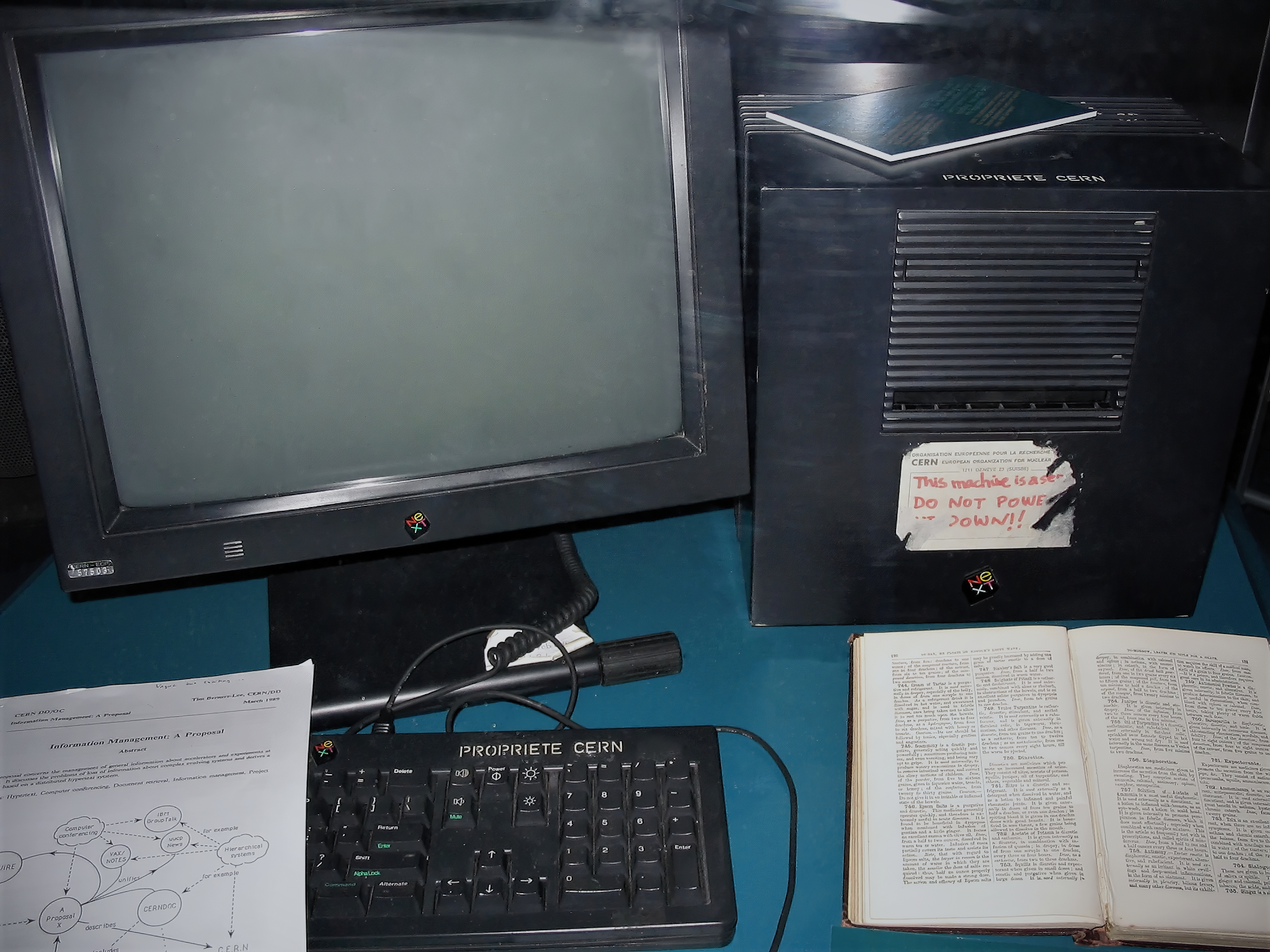
První webový server na světě měl Tim Berners-Lee na svém stole v CERNu. Fotografie pochází z muzea CERNu v roce 2005.

Devadesátá léta byla desetiletím, které přineslo revoluci v oblasti informačních technologií a komunikací. Rozšíření internetu do domácností a firem změnilo způsob, jakým lidé pracovali, komunikovali a přistupovali k informacím. V roce 1991 byl spuštěn World Wide Web, jehož autorem byl Tim Berners-Lee. Tento systém, založený na hypertextových odkazech, umožnil snadné prohlížení a sdílení informací a položil základy pro moderní internetovou éru. Do konce desetiletí se internet stal globálním fenoménem, který spojil lidi po celém světě.
V oblasti počítačových technologií došlo k významnému pokroku. Společnost Microsoft v roce 1995 uvedla na trh operační systém Windows 95, který přinesl revoluční grafické uživatelské rozhraní a zjednodušil používání počítačů pro širokou veřejnost. Tento systém také popularizoval myš a ikony, což změnilo způsob, jakým lidé interagovali s technologiemi. Současně se začaly objevovat první chytré telefony, jako byl IBM Simon z roku 1994, který kombinoval funkce telefonu a PDA.
V roce 1991 zahájil finský student Linus Torvalds vývoj operačního systému Linux, který se stal jedním z nejvlivnějších open-source projektů. Linux se stal základem mnoha technologií, od serverů po mobilní zařízení. Stal se základem operačního systému Android.
Medicína a biotechnologie zaznamenaly v 90. letech velký rozvoj. V roce 1996 byl naklonován první savec, ovce Dolly, pomocí techniky přenosu jádra somatické buňky. Tento průlom otevřel nové možnosti v genetickém výzkumu a vyvolal etické debaty o klonování. V roce 1998 byly poprvé izolovány lidské embryonální kmenové buňky, což přineslo naději na léčbu řady onemocnění, jako jsou Parkinsonova nemoc nebo diabetes mellitus.

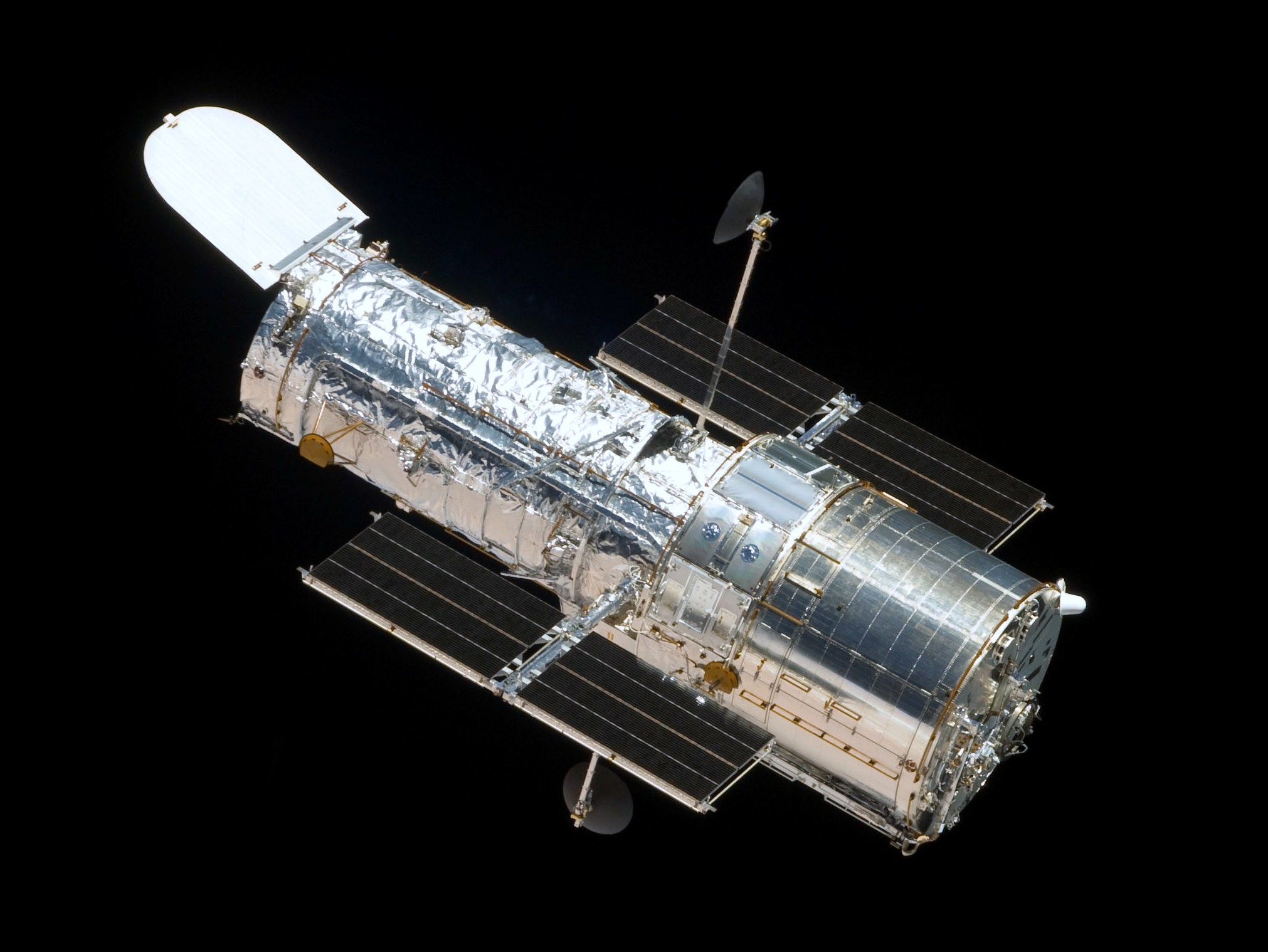
Hubbleův vesmírný dalekohled

Pokračoval i vesmírný výzkum. V roce 1990 byl na oběžnou dráhu Země vypuštěn Hubbleův vesmírný dalekohled, který poskytl dosud nevídané snímky vesmíru a významně přispěl k nový poznatkům v astronomii. V roce 1997 přistála na Marsu sonda Mars Pathfinder s vozítkem Sojourner, což byl první úspěšný pokus o průzkum povrchu Marsu pomocí robotického vozidla. Tyto mise otevřely dveře pro budoucí průzkum planety.
Genetika a molekulární biologie prošly v 90. letech značným rozvojem. V roce 1990 byl zahájen Projekt lidského genomu, jehož cílem bylo zmapovat celou lidskou DNA. Tento projekt, dokončený v roce 2003, položil základy pro personalizovanou medicínu a lepší pochopení genetických příčin onemocnění. V roce 1998 byla poprvé sekvenována celá DNA mnohobuněčného organismu, hlístice Caenorhabditis elegans, což byl významný krok v genetickém výzkumu.
Životní prostředí a ekologie se staly v 90. letech důležitými tématy. V roce 1992 se konala Konference OSN o životním prostředí a rozvoji v Riu de Janeiru, kde byla přijata Agenda 21, globální strategie pro udržitelný rozvoj. V roce 1997 byl podepsán Kjótský protokol, který si kladl za cíl snížit emise skleníkových plynů a bojovat proti změně klimatu. Tyto iniciativy zvýšily povědomí o nutnosti ochrany životního prostředí.
V dopravě došlo k významným inovacím. V roce 1994 byl otevřen Eurotunel, který spojil Velkou Británii a Francii pod Lamanšským průlivem. Tento projekt se stal symbolem technologického pokroku a evropské spolupráce. V roce 1997 začala sériová výroba prvního hybridního automobilu Toyota Prius, který kombinoval spalovací motor s elektrickým pohonem a položil základy pro moderní ekologickou dopravu.

## Sport

### Olympijské hry
V roce 1992 se konaly Letní olympijské hry v Barceloně a Zimní olympijské hry Albertville, v roce 1994 se konaly Zimní olympijské hry v Lillehammeru, v roce 1996 Letní olympijské hry v Atlantě a v roce 1998 zimní olympijské hry v Naganu.
Česká hokejová reprezentace vyhrála zlatou medaili na Zimních olympijských hrách v Naganu v roce 1998.

## 90. léta v Československu a Česku
90. léta 20. století znamenala pro Českou republiku přechod od komunistické diktatury a plánovaného socialistického hospodářství k demokracii západního typu a tržní ekonomice. Vznikly nové politické strany, které se začaly utkávat ve svobodných volbách. Řadoví občané více cestovali, neboť každý mohl získat cestovní pas. Byly zrušeny devizové přísliby, výjezdní doložky a postupně všechny evropské země zrušily vízovou povinnost pro československé občany. Někteří začali podnikat či pracovat v zahraničí. Mladí lidé mohli studovat bez kádrových posudků na českých školách a také v cizině. Délka povinné základní vojenské služby byla postupně zkrácena ze 24 na 12 měsíců s možností volby civilní služby. Pádem železné opony se znovu sjednocovaly rodiny a domů se vrátilo mnoho emigrantů či exulantů se zkušenostmi ze západních zemí. V obchodech mohli zákazníci nakupovat západní výrobky. Trh byl nasycen dříve nedostatkovým zbožím jako elektronika, automobily, toaletní papír či exotické ovoce. Byly zrušeny pracovní soboty. 
Po desítkách let se také objevili první nezaměstnaní a bezdomovci. Lidé přicházeli o peníze ve zkrachovalých bankách. Stoupla násilná i majetková kriminalita. Proti vůli většiny Čechů se Československo rozdělilo na dva státy. Při kupónové privatizaci některé investiční fondy vytunelovaly majetek svých klientů. V roce 1998 se díky Opoziční smlouvě dvě nejsilnější politické strany s protichůdným programem dohodly na toleranci menšinové vlády a řada voličů to považovala za selhání parlamentní demokracie. Na konci 90. let se u části populace začala objevovat nostalgie po předrevolučních poměrech. 
Na počátku 90. let se politická reprezentace snažila vymanit Československo z politických, ekonomických a vojenských vazeb východního bloku. Prezident Václav Havel se s Michailem Gorbačovem 26. února 1990 v Moskvě dohodl na odchodu sovětských vojsk z Československa. 29. března Federální shromáždění nahradilo dosavadní název státu Československá socialistická republika na Československá federativní republika a po asi třítýdenní tzv. pomlčkové válce na Česká a Slovenská Federativní Republika. Z Komunistické strany Československa vznikla 31. března 1990 Komunistická strana Čech a Moravy a 1. prosince 1990 Komunistická strana Slovenska - Strana demokratickej ľavice. Obě strany do 7. dubna 1992 vystupovaly na federální úrovni společně pod původním názvem. V prvních svobodných parlamentních volbách 9. června 1990 zvítězilo hnutí Občanské fórum, které v České republice získalo do Sněmovny lidu 53,15 % a do Sněmovny národů 49,96 % hlasů. Druhá nejsilnější byla Komunistická strana Československa s necelými 14 % hlasů a mandáty získala i Křesťanská a demokratická unie a Hnutí za samosprávnou demokracii – Společnost pro Moravu a Slezsko. Na Slovensku zvítězila Verejnosť proti násiliu. Prezident Václav Havel jmenoval 27. června novou federální vládu (tzv. Vládu národní oběti) s premiérem Mariánem Čalfou. O dva dny později byla jmenována česká vláda Petra Pitharta. 
V rámci Války v Zálivu zahájila 17. ledna 1991 mezinárodní koalice armád pod vedením USA operaci Pouštní bouře proti Iráku. Součástí koalice byl i Československý protichemický prapor. 26. ledna začala tzv. Malá privatizace, při níž se převáděl státní majetek (především provozovny maloobchodu a služeb) nestátním subjektům. Celkem bylo takto v následujících třech letech převedeno přes 23 000 podnikatelských jednotek za více než 31,7 miliardy korun. Prezidenti Československa, Polska a Maďarska založili 15. února alianci Visegrádská trojka. 23. února se vládnoucí Občanské fórum rozdělilo na několik subjektů. Nejvíce členů přešlo do Občanské demokratické strany, která byla založena 20. dubna pod vedením ministra financí Václava Klause. O týden později vzniklo z Občanského fóra Občanské hnutí pod vedením ministra zahraničí Jiřího Dienstbiera. Odsun sovětských vojsk z Československa byl dokončen 21. června. Představitelé států Varšavské smlouvy podepsali 1. července v Černínském paláci v Praze protokol o zániku tohoto vojenského paktu. Rozpadem Rady vzájemné hospodářské pomoci v červenci také zaniklo členství Československa v této organizaci. 
18. května 1992 byla zahájena kupónová privatizace. V její první vlně v roce 1992 bylo v Československu nabízeno 988 akciových společností a privatizace se účastnilo okolo 5,95 milionu občanů. V parlamentních volbách 6. června zvítězila v České republice Občanská demokratická strana a na Slovensku Hnutí za demokratické Slovensko pod vedením Vladimíra Mečiara. Z těchto voleb vzešla poslední československá vláda Jana Stráského a česká vláda Václava Klause. 17. července Slovenská národní rada schválila Deklaraci o svrchovanosti Slovenské republiky a o tři dny později abdikoval prezident Václav Havel. 23. července se Václav Klaus s Vladimírem Mečiarem jako předsedové nejsilnějších stran dohodli na rozdělení Československa. 
1. ledna 1993 vznikly dva samostatné státy Česká republika a Slovenská republika. Prvním českým prezidentem byl 26. ledna 1993 zvolen Václav Havel. 8. února zanikla československá koruna a byla zavedena česká koruna. Druhé vlny kupónové privatizace se v říjnu a listopadu 1994 účastnilo 6,16 milionu občanů a 353 investičních fondů. V obou vlnách privatizace tak byl přesunut majetek za více než 360 miliard korun. 
V parlamentních volbách 1. června 1996 zvítězila Občanská demokratická strana se ziskem 29,6 % hlasů a společně s KDU-ČSL a Občanskou demokratickou aliancí vytvořila menšinovou vládu s premiérem Václavem Klausem. V listopadu 1996 proběhly první volby do Senátu, ve kterých zvítězila ODS a prvním předsedou Senátu se stal bývalý český premiér Petr Pithart za KDU-ČSL. 
V červenci 1997 při povodních na Moravě zemřelo 49 lidí. Po finančním skandálu s fiktivními sponzory ODS 23. října na protest odstoupil ministr zahraničí Josef Zieleniec a 7. listopadu ministr vnitra Jan Ruml. Ten společně s ministrem financí Ivanem Pilipem 28. listopadu vyzval Václava Klause k rezignaci na předsedu ODS. Mediálně se pro toto vystoupení později ujalo označení Sarajevský atentát. Premiér Václav Klaus o dva dny později podal demisi. Prezident Václav Havel ve svém "rudolfinském" projevu k oběma komorám parlamentu kritizoval aktuální poměry, které vedly k politické krizi a 16. prosince jmenoval premiérem dosavadního guvernéra České národní banky Josefa Tošovského. 
Josef Tošovský 2. ledna 1998 sestavil novou úřednickou vládu. Václav Havel byl 20. ledna 1998 opětovně zvolen českým prezidentem. Z opoziční frakce ODS vznikla 22. ledna strana Unie svobody s předsedou Janem Rumlem. Nestabilní politická situace vedla k předčasným parlamentním volbám, v nichž 20. června zvítězila Česká strana sociálně demokratická pod vedením Miloše Zemana se ziskem 32,3 % hlasů. Ten 22. července sestavil menšinovou jednobarevnou vládu díky dohodě (tzv. Opoziční smlouvě) mezi ČSSD a ODS. 
12. března 1999 Česká republika spolu s Polskem a Maďarskem vstoupila do vojenského paktu NATO. Bývalí studentští vůdci se 17. listopadu iniciativou Děkujeme, odejděte! vymezili proti Opoziční smlouvě a podpořil je i prezident Václav Havel.

### Československá kultura
V Československu se občané po Sametové revoluci mohli seznamovat s dříve nedostupnými knihami, filmy a hudbou. Do tisku šly knihy, které před rokem 1989 vycházely pouze v samizdatu. 
Byly to knihy českých autorů jako Milan Kundera, Josef Škvorecký nebo Pavel Tigrid, ale také zahraničních (George Orwell, Boris Pasternak, Alexandr Solženicyn). Koncerty sem přijížděly odehrát přední světové kapely jako The Rolling Stones, Deep Purple či Jethro Tull. 
V anketě Zlatý slavík o nejoblíbenějšího interpreta populární hudby se na první místa dostali Karel Gott, Lucie Bílá, Iveta Bartošová, Pavol Habera, Daniel Hůlka, kapely Olympic, Team a Lucie.

## Hlavy států a političtí lídři
- Francie
  - prezident: François Mitterrand (1981–1995), Jacques Chirac (1995–2007)
  - premiér: Michel Rocard (1988–1991), Édith Cressonová (1991–1992), Pierre Bérégovoy (1992–1993), Édouard Balladur (1993–1995), Alain Juppé (1995–1997), Lionel Jospin (1997–2002)
- Sovětský svaz / Rusko
  - Generální tajemník ÚV KSSS: Michail Gorbačov (1985–1991), prezident Ruska: Boris Jelcin (1991–1999)
  - premiér: Viktor Černomyrdin (1993–1998), Jevgenij Primakov (1998–1999)
- Spojené království
  - královna: Alžběta II. (1952–2022)
  - premiér: Margaret Thatcherová (1979–1990), John Major (1990–1997), Tony Blair (1997–2007)
- Spojené státy americké
  - prezident: George H. W. Bush (1989–1993), Bill Clinton (1993–2001)
- Vatikán
  - papež: Jan Pavel II. (1978–2005)
- Československo
  - prezident Československa: Václav Havel (1989–1992)
  - premiér Československa: Marián Čalfa (1989–1992), Jan Stráský (1992)
- Česko
  - prezident Česka: Václav Havel (1993–2003)
  - premiér Česka: Václav Klaus (1993–1998), Josef Tošovský (1998), Miloš Zeman (1998–2002)
- Německá spolková republika
  - prezident: Richard von Weizsäcker (1984–1994), Roman Herzog (1994–1999), Johannes Rau (1999–2004)
  - spolkový kancléř: Helmut Kohl (1982–1998), Gerhard Schröder (1998–2005)
- Německá demokratická republika
  - předseda státní rady: Manfred Gerlach (1990)
  - prezidentka Sněmovny lidu: Sabine Bergmannová-Pohlová (1990)
- Polsko
  - prezident: Wojciech Jaruzelski (1989–1990), Lech Wałęsa (1990–1995), Aleksander Kwaśniewski (1995–2005)
  - premiér: Tadeusz Mazowiecki (1989–1991), Jan Krzysztof Bielecki (1991), Jan Olszewski (1991–1992), Waldemar Pawlak (1992), Hanna Suchocká (1992–1993), Waldemar Pawlak (1993–1995), Józef Oleksy (1995–1996), Włodzimierz Cimoszewicz (1996–1997), Jerzy Buzek (1997–2001)
- Rakousko
  - prezident: Kurt Waldheim (1986–1992), Thomas Klestil (1992–2004)
  - spolkový kancléř: Franz Vranitzky (1986–1997), Viktor Klima (1997–2000)
- Slovensko
  - prezident: Michal Kováč (1993–1998), Rudolf Schuster (1999–2004)
  - premiér: Vladimír Mečiar (1992–1994), Jozef Moravčík (1994), Vladimír Mečiar (1994–1998), Mikuláš Dzurinda (1998–2006)

## Úmrtí
Během tohoto desetiletí z osobností zemřeli politici Gustáv Husák, Alexander Dubček a Richard Nixon, umělci Freddie Mercury, Kurt Cobain, Audrey Hepburnová, Karel Kryl, Rudolf Hrušínský, Miloš Kopecký, Michal Tučný, Adina Mandlová a František Filipovský, spisovatelé Isaac Asimov, Charles Bukowski, Bohumil Hrabal a Jaroslav Foglar či další osobnosti jako Princezna Diana, Matka Tereza, Olga Havlová a Otto Wichterle.